# Jevgenia Nikonova
Jevgenia Viktorovna Nikonova (Russisch: Евгения Викторовна Никонова; geboortenaam: Швед; Sjved) (Belgorod, 1 november 1970) is een voormalig Russische basketbalspeelster, die speelde voor het nationale team van Rusland. Ze kreeg de onderscheiding Meester in de sport van Rusland.

## Carrière
Nikonova begon haar carrière bij Wisła Can-Pack Kraków in Polen omdat haar vader daar trainer was. In 2000 ging ze spelen bij BC Nice in Frankrijk. Na één jaar stapte ze over naar Dinamo Moskou. Met Dinamo werd Nikonova derde om het Landskampioenschap van Rusland in 2002. In 2002 ging Nikonova spelen voor Toulouse Launaguet Basket in Frankrijk. In 2004 stapte ze over naar Dinamo Oblast Moskou Ljoebertsy. In 2007 stopte ze met basketbal.

## Privé
Ze studeerde af aan de faculteit lichamelijke cultuur en sport van de Nationale Staatsuniversiteit van Belgorod. Ze trouwde met een voormalig basketbalspeler Andrej Nikonov en heeft een zoon die Dmitri heet. Ook heeft ze een jongere zus - Viktoria Timofejeva, die speelt voor het jeugd team van Rusland, en een jongere broer - Aleksej Sjved die brons won op de Olympische Zomerspelen 2012.

## Erelijst
- Landskampioen Rusland:
  - Derde: 2002
- Landskampioen Polen:
  - Tweede: 1999
  - Derde: 1998, 2000
- Wereldkampioenschap:
  - Zilver: 1998
- Europees Kampioenschap:
  - Zilver: 2001
  - Brons: 1995, 1999